# Pholidoscelis auberi
Pholidoscelis auberi (кубинська амейва) — вид ящірок родини теїдових (Teiidae). Мешкає на Кубі та на Багамських Островах. Вид названий на честь франко-кубинського ботаніка і натураліста Педро Алехандро Обера (1786–1843).

## Підвиди
Виділяють сорок підвидів:
- Pholidoscelis auberi auberi (Cocteau, 1838) — західна Куба (на схід до провінцій Матансас і Гавана;
- Pholidoscelis auberi abducta (Schwartz, 1970) — півострів Ікакос[en] (Куба, провінція Матансас);
- Pholidoscelis auberi atrothorax (Schwartz, 1970) — південь центральної Куби (провінції Сьєнфуегос, Санкті-Спіритус і Вілья-Клара);
- Pholidoscelis auberi behringensis (Lee & Schwartz, 1985) — острів Андрос (Багами);
- Pholidoscelis auberi bilateralis (McCoy, 1970) — острів Раггед[en] (Багами);
- Pholidoscelis auberi cacuminis (Schwartz, 1970) — край півострова Гуанахакабібес (Куба, провінція Пінар-дель-Ріо);
- Pholidoscelis auberi citra (Schwartz, 1970) — північно-східна Куба (північ провінцій Камагуей і Лас-Тунас);
- Pholidoscelis auberi denticola (Schwartz, 1970) — основа півострова Гуанахакабібес (Куба);
- Pholidoscelis auberi extorris (Schwartz, 1970) — архіпелаг Сабана-Камагуей[en] (Куба);
- Pholidoscelis auberi extraria (Schwartz, 1970) — архіпелаг Сабана-Камагуей (Куба);
- Pholidoscelis auberi felis (McCoy, 1970) — острів Кет[en] (Багами);
- Pholidoscelis auberi focalis (McCoy, 1970) — північні острови Ексума (Багами);
- Pholidoscelis auberi galbiceps (Schwartz, 1970) — архіпелаг Хардінес-де-ла-Рейна (Куба);
- Pholidoscelis auberi garridoi (Schwartz, 1970) — північ Куби (північ провінції Вілья-Клара;
- Pholidoscelis auberi gemmea (Schwartz, 1970) — гирло річки Сьєрра-Морена[ceb] (Куба, провінція Вілья-Клара);
- Pholidoscelis auberi granti (Schwartz, 1970) — північний схід Куби (північ провінцій Ольгін і Гуантанамо);
- Pholidoscelis auberi hardyi (Schwartz, 1970) — південний схід Куби (узбережжя провінцій Гранма і Сантьяго-де-Куба, можливо, також гори Сьєрра-Маестра);
- Pholidoscelis auberi kingi (McCoy, 1970) — острів Андрос, острови Гібсон-Кей[ceb], Біг-Вуд-Кей[ceb], Мангров-Кей[en] (Багами);
- Pholidoscelis auberi llanensis (Schwartz, 1970) — Куба (серпентинові савани в провінції Камагуей, на південь до гір Сьєрра-де-Кубітас[en]);
- Pholidoscelis auberi marcida (Schwartz, 1970) — острів Ісла-де-ла-Хувентуд, на південь від озера Сьєнага-де-Ланьє[ceb];
- Pholidoscelis auberi multilineata (McCoy, 1970) — острови Беррі[en] (Багами);
- Pholidoscelis auberi nigriventris (Gali & Garrido, 1987) — острів Ісла-де-ла-Хувентуд, на північний схід від озера Сьєнага-де-Ланьє;
- Pholidoscelis auberi obsoleta (McCoy in Schwartz & McCoy 1970) — острів Лонг-Айленд[en] (Багами);
- Pholidoscelis auberi orlandoi (Schwartz & McCoy 1975) — архіпелаг Сабана-Камагуей (Куба);
- Pholidoscelis auberi parvinsulae (Lee & Schwartz, 1985) — острів Грін-Кей (Багами);
- Pholidoscelis auberi paulsoni (Schwartz in Schwartz & McCoy 1970) — західна Куба (південь провінції Пінар-дель-Ріо);
- Pholidoscelis auberi peradusta (Schwartz in Schwartz & McCoy 1970) — Куба (півострів Сапата[en], північний сзахід провінції Сьєнфуегос);
- Pholidoscelis auberi procer (Schwartz in Schwartz & McCoy 1970) — західна Куба (провінція Пінар-дель-Ріо);
- Pholidoscelis auberi pullata (Schwartz in Schwartz & McCoy 1970) — північно-східна Куба (північ провінції Матансас);
- Pholidoscelis auberi richmondi (McCoy in Schwartz & McCoy 1970) — острови Біміні[en] (Багами);
- Pholidoscelis auberi sabulicolor (Schwartz in Schwartz & McCoy 1970) — південно-східне узбережжя Куби (провінція Гуантанамо);
- Pholidoscelis auberi sanfelipensis (Garrido, 1975) — Куба (Кайос-де-Сан-Феліпе в провінції Пінар-дель-Ріо);
- Pholidoscelis auberi schwartzi (Gali & Garrido, 1987) — Куба (північний схід провінції Пінар-дель-Ріо);
- Pholidoscelis auberi secta (Schwartz in Schwartz & McCoy 1970) — острів Ісла-де-ла-Хувентуд, на північ від озера Сьєнага-де-Ланьє;
- Pholidoscelis auberi sideroxylon (Lee & Schwartz, 1985) — острів Андрос (Багами);
- Pholidoscelis auberi sublesta (Schwartz in Schwartz & McCoy 1970) — архіпелаг Сабана-Камагуей (Куба);
- Pholidoscelis auberi thoracica (Cope, 1862) — острів Нью-Провіденс і сусідні острови (Багами);
- Pholidoscelis auberi ustulata (Schwartz in Schwartz & McCoy 1970) — південно-східне узбережжя Куби (від затоки Сантьяго[es] до затоки Гуантанамо;
- Pholidoscelis auberi vulturnus (Lee & Schwartz, 1985) — острів Андрос (Багами);
- Pholidoscelis auberi zugi (Schwartz in Schwartz & McCoy 1970) — Куба (архіпелаг Лос-Канарреос, півострів Сапата).

## Поширення і екологія
Кубинські амейви живуть в сухих чагарникових і прибережних заростях, зокрема в заростях морського винограду і кокосових гаях, трапляються в мангрових аростях, на кавових і цукрових плантаціях, в парках і садах, серед опалого листя і карстових тріщин. Живляться безхребетними, відкладають яйця.